# Przestrojnik likaon
Przestrojnik likaon (Hyponephele lycaon) – motyl dzienny z rodziny rusałkowatych.

## Wygląd
Rozpiętość skrzydeł od 36 do 40 mm, dymorfizm płciowy wyraźny: samice na spodzie przedniego skrzydła mają dwa oczka, a samce tylko jedno.

## Siedlisko
Suche polany, skraje lasów, stare kamieniołomy, poligony.

## Biologia i rozwój
Wykształca jedno pokolenie w roku (lipiec-sierpień). Rośliny żywicielskie: głównie kostrzewy i stokłosy. Jaja składane są w pobliżu roślin żywicielskich. Larwy wylęgają się po 2-3 tygodniach. Stadium poczwarki trwa 3-4 tygodnie.

## Rozmieszczenie geograficzne
Gatunek palearktyczny, rozprzestrzeniony od Europy, przez Kaukaz, Liban i Syberię po Mongolię. W Polsce występuje lokalnie na terenie całego kraju. Rzadki w górach.